# Platyspathius ornatulus
Platyspathius ornatulus är en stekelart som först beskrevs av Günther Enderlein 1912.  Platyspathius ornatulus ingår i släktet Platyspathius och familjen bracksteklar. Inga underarter finns listade i Catalogue of Life.